# Anne Sexton
Pour les articles homonymes, voir Sexton.
Œuvres principales
- Live or Die (1966)
- Transformations (1971)

Anne Sexton, de nom de naissance Anne Gray Harvey, née le 9 novembre 1928 et morte le 4 octobre 1974, est une écrivaine et poétesse américaine. Décrite comme la « grande prêtresse » du courant littéraire du confessionnalisme, elle est considérée comme une des plus grandes poétesses américaines du XXe siècle, ayant remporté en 1967 le prix Pulitzer de poésie pour son recueil Live or Die.
Sa poésie, foncièrement intime, détaille sa longue lutte contre son trouble bipolaire, ses tendances suicidaires, sa relation ambigüe avec son mari et ses enfants, ses questionnements sur la féminité, le corps et le désir féminin,.

## Biographie

### Jeunesse et vie de famille
Anne Sexton est née en 1928 à Newton, dans le Massachusetts, et a passé la majeure partie de son existence dans les environs de Boston. En 1945, elle intègre un pensionnat, la Rogers Hall School, à Lowell dans le Massachusetts. Elle se marie en 1948 avec Alfred Muller Sexton, connu sous le pseudonyme de « Kayo ». Ils auront ensemble, avant leur divorce au début des années 1970, deux enfants : Linda Gray Sexton, qui sera plus tard romancière, et Joyce Sexton.

### Santé mentale et entrée dans la poésie
Une grande partie de la vie de Anne Sexton sera tourmentée par la dépression. Sa première dépression nerveuse survient en 1954. Après un deuxième épisode dépressif en 1955, elle rencontre le docteur Martin Orne à l'hôpital de Glenside, qui l'encourage à écrire de la poésie, ce qu'elle fait en s'inscrivant à son premier atelier de poésie, animé par le poète John Holmes (poète) (en) en 1957. À la suite de ce travail en atelier d'écriture, les poèmes de Anne Sexton rencontrent un certain succès, puisqu'elle obtient des publications dans des revues prestigieuses aux États-Unis, tel le New Yorker, Harper's Magazine, et Saturday Review. Sa créativité poétique est encouragée par son mentor, W. D. Snodgrass (en), dont le poème Heart's Needle a inspiré Anne Sexton pour l'écriture du texte The Double Image, un poème particulièrement marquant sur les rapports entre mère et fille. Dans le cadre de l'atelier de poésie de John Holmes, Anne Sexton rencontre la poétesse Maxine Kumin, de qui elle restera proche jusqu'à la fin de ses jours. Les deux femmes, qui ne cesseront de s'entraider dans leur travail littéraire respectif, écrivent ensemble quatre livres pour enfants.
Plus tard, dès 1959, Anne Sexton se met à fréquenter un atelier de poésie animé par le poète Robert Lowell à l'université de Boston, où elle y rencontre Sylvia Plath,. À la mort de Plath, en 1963, elle lui dédie un poème intitulé « La Mort de Sylvia ». Plus tard, Anne Sexton dirigera elle-même des ateliers de poésie au Boston College, à l'Oberlin College, et à l'université Colgate.

### Mort

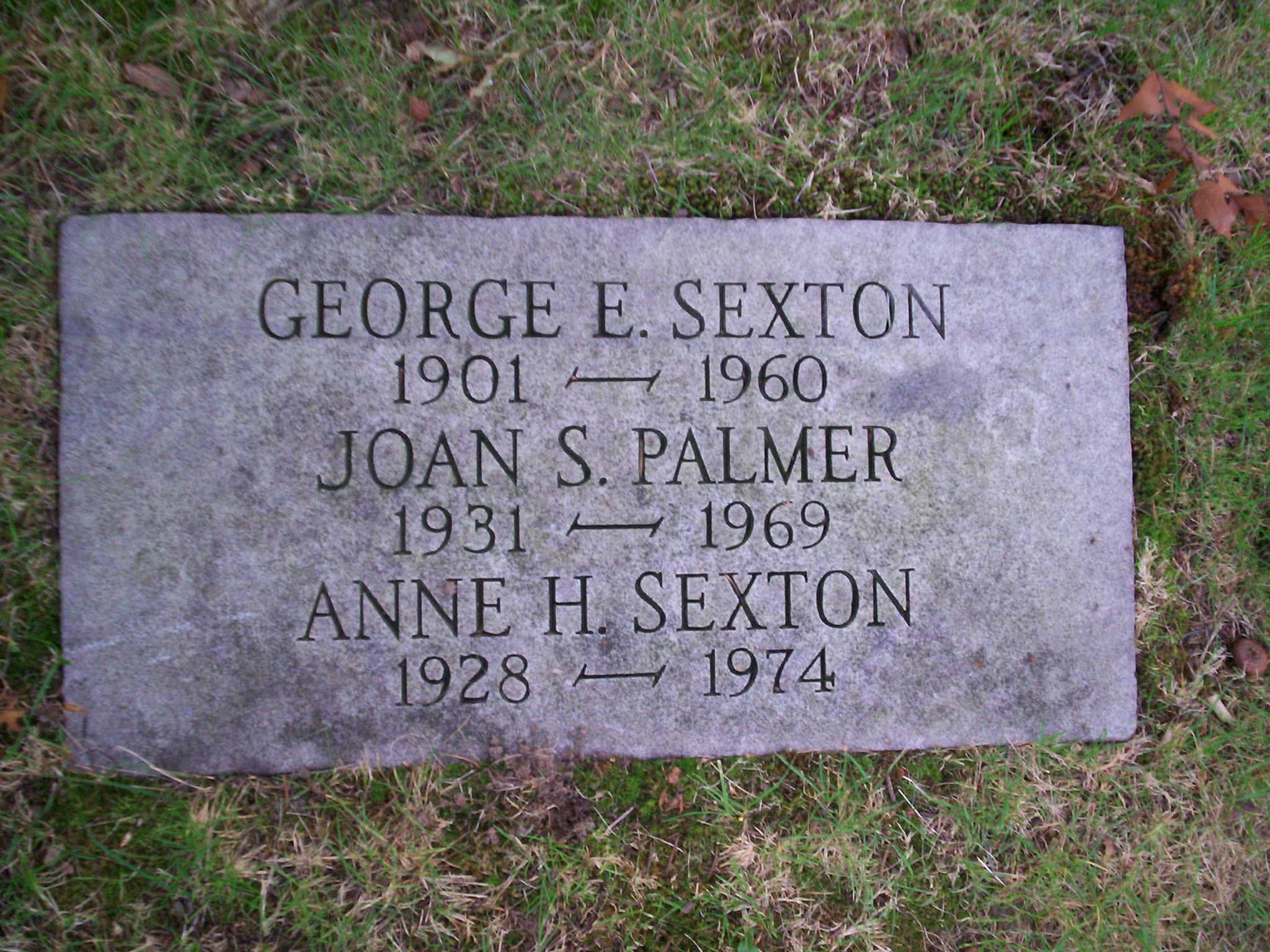
La pierre tombale d'Anne Sexton au cimetière de Forest Hills.

Le 4 octobre 1974, Sexton déjeune avec Kumin pour réviser les épreuves de son dernier manuscrit, The Awful Rowing Toward God, dont la publication est prévue pour le mois de mars 1975. Plus tard dans la journée, elle se suicide en s'asphyxiant dans son garage avec le gaz d'échappement de sa voiture, à l'âge de 45 ans,. Ses funérailles ont lieu à l'église Saint-Paul de Dedham (Massachusetts). Elle est ensuite inhumée au cimetière de Forest Hills, dans les environs de Boston.
Dans une interview accordée plus d'un an avant sa mort, elle a expliqué qu'elle avait écrit les premiers brouillons de The Awful Rowing Toward God en vingt jours, avec « deux jours de désespoir et trois jours dans un hôpital psychiatrique ». Elle a ajouté qu'elle ne permettrait pas que les poèmes soient publiés avant sa mort.

## Contenu et thèmes de son œuvre
Anne Sexton incarne la figure moderne du poète confessionnaliste. Elle a non seulement ouvert la voie pour les poétesses, mais elle a aussi, par son écriture, contribué à lever le voile sur les problèmes spécifiquement féminins. Ses écrits évoquent notamment l'avortement, les menstruations, la masturbation féminine et l'adultère, bien avant que ces sujets soient tolérés, acceptés ou banalisés. En cela, elle a bousculé et repoussé les frontières de la poésie.

## Postérité
Le musicien britannique Peter Gabriel a écrit en 1986 une chanson dédiée à Anne Sexton, intitulée Mercy Street et présente dans son album So.
La poétesse a été décrite comme une « pierre de touche personnelle » pour Morrissey, leader du groupe britannique The Smiths.
Elle est commémorée à la huitième étape de la promenade Back Bay East du Boston Women's Heritage Trail.

## Œuvres

### Recueils poétiques
- To Bedlam and Part Way Back (1960)
- All My Pretty Ones (1962)
- Live or Die (1966)
- Love Poems (1969)
- Transformations (1971)
- The Book of Folly (1972)
- The Death Notebooks (1974)

### Œuvres posthumes
- The Awful Rowing Towards God (1975)
- 45 Mercy Street (1976)
- Words for Dr. Y. (1978)

### Traductions françaises
- Tu vis ou tu meurs, Œuvres poétiques (1960-1969), Éditions des femmes, 2022 (Live or Die), trad. Sabine Huynh, 400 p.  (ISBN 9782721009395)Préface de Patricia Godi. Ce recueil contient les traductions des quatre premiers recueils d'Anne Sexton : To Bedlam and Part Way Back, All My Pretty Ones, Live or Die et Love Poems.
- Transformations, Éditions Des femmes, 2023 (Transformations), trad. Sabine Huynh, 120 p.  (ISBN 9782721011831)
- Folie, fureur et ferveur, Œuvres poétiques (1972-1975), Éditions Des femmes, 2025 (The Book of Folly), trad. Sabine Huynh, 272 p.  (ISBN 9782721013750)Ce recueil contient les traductions de trois recueils d'Anne Sexton : The Book of Folly, The Death Notebooks et The Awful Rowing Towards God.

## Distinctions
Anne Sexton accumule au fil de sa carrière plusieurs honneurs : elle est faite membre de la Royal Society of Literature ainsi que de la Bread Loaf Writers' Conference (1959). Elle devient aussi la première femme membre de la fraternité Phi Beta Kappa d'Harvard. En 1967, elle remporte le Shelley Memorial Award, ainsi que le prix Pulitzer de la poésie pour son recueil Live or Die (Tu vis ou tu meurs), paru en 1966.

### Radio
- « Folie, fureur et ferveur de la poétesse Anne Sexton », dans Le Book Club, émission présentée par Marie Richeux, avec Sabine Huynh et Laurence Bécel  (émission radiophonique), sur France Culture, 27 mai 2025.